# Амфиса
Амфиса (гр: Άμφισσα) је управно средиште и највеће место округа Фокида, периферије Средишња Грчка. То је једно од најмањих средишта префектура у Грчкој.

## Положај
Амфиса се налази у средишњем делу префектуре Фокида у невеликој долини на надморској висини од 180 m између две велике планине, Парнаса на истоку и Гионе на западу. Град се налази 13 km од најближег приморског места, градића Итеа.

## Име града
Име „Амфиса“ је блиско значењу грчке речи „окружење“ (αμφιέννυμι = amfiennymi), што је вероватно везано за околно планинско окружење, које веома оштро својом висином затвара долину града. Овај назив коришћен је у античко време, да би у 13. веку био замењен називом „Салона“, који је био у употреби до 1833. године када је граду поново враћен стари назив, који се и данас користи.

## Историја
Подручје града Амфисе насељено је још у античко време. Градско насеље се вероватно развило у 8. веку, када се јављају и други градови овог дела Грчке (нпр. Коринт). У следећем раздобљу град напредује и ствара колоније изван грчке територије. Град је био познат по јако утврђеном акропољу. Амфиса је била један од најјачих савезника Спарте у Пелопонеском рату. 338. године град разарају Македонци. Град и његова околина преживљавају ратно раздобље до доласка Римљана 170. п. н. е. У овом добу Амфиса је поново значајнији град, а свој врхунац достиже у 2. веку н. е.
Почетком средњег века, више варварских народа је прошло кроз подручје Фокиде и град постпено губи значај. И поред тога цар Јустинијан у граду оснива епископију 530. године, што је вероватно условило до изградње утврђења следећих година. У 9. веку град опседају Бугари, у 10. Скити, а 11. веку Нормани, што довело до све потпуног пропадања града. 1205. године, после успостављања латинског царства, на месту разрушеног града Крсташи подижу утврђење Салона.
Османски Турци освајају ово подручје Грчке 1394. године које са краћим прекидима држе до 19. века. 1580. године област Амфисе захвата земљотрес. Овакав сплет околности довео до запуштања краја, тако да је подручје Амфисе било подлога за дизање Грчког устанка за ослобођење.
Град Салона био је први град где је подигнут устанак у Грчкој 1821. године а градска тврђава је била прва тврђава коју су устанци заузели.

## Становништво
Кретање становништва по пописима:
Historical population
| 1981. | 1991. | 2001. |
| ----- | ----- | ----- |
| 7.156 | 7.189 | 6.946 |